# Hombre planetario
Hombre planetario es un poema del escritor ecuatoriano Jorge Carrera Andrade, publicado por primera vez en 1959. Es considerado una de las obras fundamentales del autor. Entre las temáticas del poema se encuentran la universalidad de las experiencias, la soledad, la necesidad de alcanzar la paz, la búsqueda de la eternidad y la deshumanización del ser humano en las sociedades modernas.
La obra está compuesta por veinte estrofas, que también pueden ser vistas como veinte poemas individuales. Cada estrofa está conformada por una cantidad variable de versos sin rimas, lo que se apega al carácter modernista de la poesía de Carrera Andrade. El poema posee dos tipos de versos: endecasílabos y heptasílabos, que se suceden sin seguir ningún orden o patrón aparente.

## Publicación

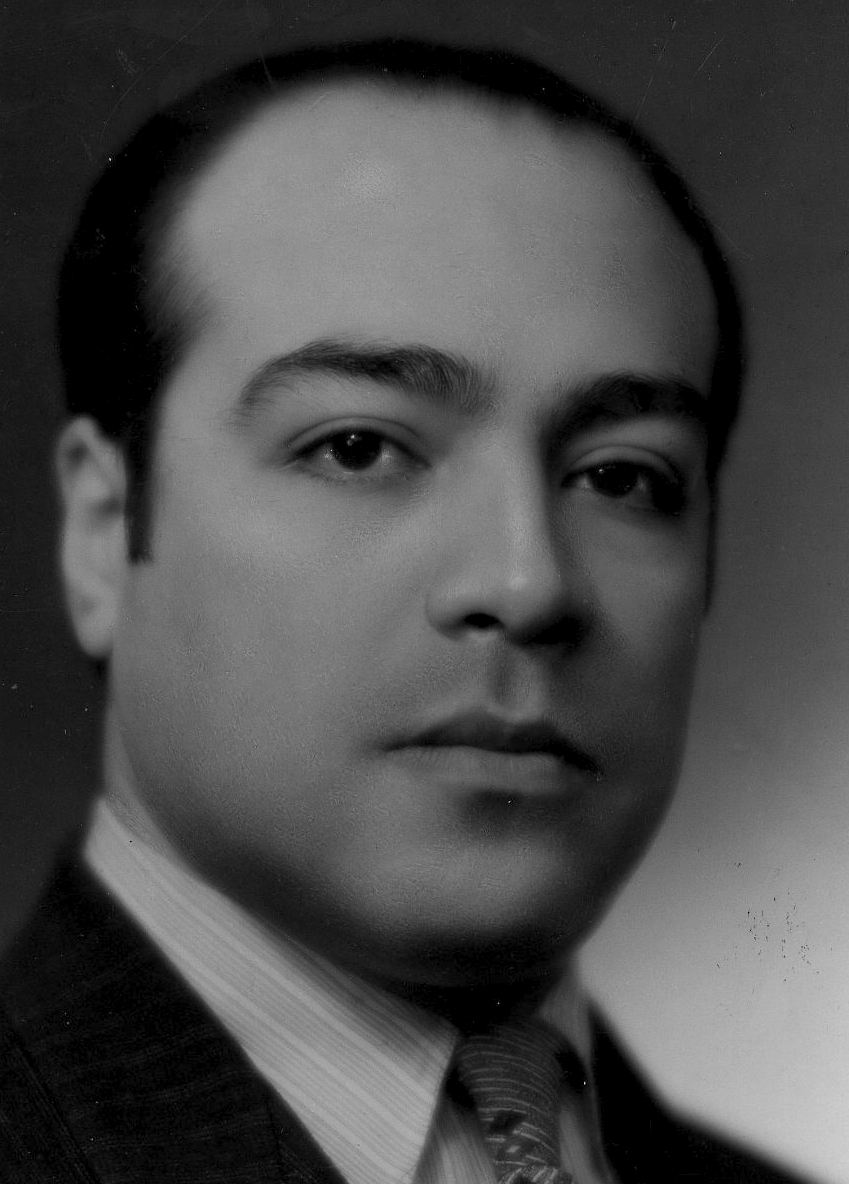
Jorge Carrera Andrade en 1930

Carrera Andrade publicó en 1957 un poemario titulado Hombre planetario, que incluía seis poemas: Moneda del forastero, Museo Universal, Invectiva contra la luna, Aurosia, Mediterráneo y Hombre de cualquier Tierra. Los poemas del libro exploraban la idea de la universalidad (abocando por el reconocimiento del «hombre mundial»), el hambre espiritual, los problemas del mundo, la desolación y el desarraigo.
En 1959 publicó la segunda parte de la obra, que consistía en el poema titulado Hombre planetario, de más largo aliento que el poemario del mismo nombre.

## Temáticas centrales
Como respuesta a una carta en que lo interrogaban sobre las circunstancias que lo inspiraron y la intención del poema, Carrera Andrade afirmó:

Hombre planetario intenta pintar al hombre moderno asediado por diversas fuerzas y problemas, en medio de una vida difícil y llena de amenazas. Los temas de las estrofas son la vida cotidiana, el sentimiento de la fugacidad del ser, el amor, la eternidad, la codicia, la violencia, la indiferencia, la falta de solidaridad humana y, sobre todo, el anhelo universal por la paz.

Al principio del poema, el protagonista se identifica con el prototipo de hombre moderno, heredero de la soledad y el vacío existencial de Ulises, Hamlet, Parsifal y Segismundo; que vive sin propósito en sociedades burguesas. «Camino, mas no avanzo. / Mis pasos me conducen a la nada», se lee en un fragmento del poema. Sin embargo, es a partir de esta realización sobre el vacío existencial que el protagonista empieza a meditar sobre su lugar en la existencia y a buscar la eternidad, lo que lo lleva a identificar su experiencia con la de los demás.
Seguidamente observa la sociedad y descubre asqueado que estaba conducida por la avaricia, la apatía y la explotación de los más débiles. El protagonista rechaza el estado en que se encuentra la humanidad e invita a formar una sociedad basada en la fraternidad, el sentido de comunidad y el contacto con la naturaleza, donde no hayan guerras y las personas puedan vivir a plenitud la libertad. Esta utopía es descrita por Carrera Andrade en versos como: «Vendrá un día más puro que los otros / estallará la paz sobre la tierra», o «nadie verterá / la sangre de su hermano».
Las últimas estrofas desarrollan el tema central del poema: la universalidad de la experiencia humana y la solidaridad con cada ser que forma parte de la Tierra. Esto se ve ejemplarizado en las estrofas en que el protagonista pasa a tomar, a través de metáforas, características de otros seres vivos e inertes para formar una sola unidad total, como se puede apreciar en el verso: «Soy hombre, mineral y planta a un tiempo»; o cuando se identifica con el dolor del resto de personas, como se observa en el siguiente fragmento:

Soy el hombre de Tokio(...)
el minero de Europa(...)
el labrador del Congo y de la arena,
el pescador de ostiones polinesios,
soy el indio de América, el mestizo,
el amarillo, el negro,
y soy los demás hombres del planeta.

Otra temática importante es la crítica a la industrialización y al daño que genera en el mundo. Esto inicia en la estrofa XII, donde critica a los inventores de automóbiles y a las farmacéuticas por la destrucción de bosques. En la siguiente estrofa vuelve a atacar el desarrollo industrial y enfatiza la vida y la naturaleza como fines más esenciales que el progreso tecnológico, lo que Carrera resume en los versos: «Todo puede crear la humana ciencia, menos ese resorte del instinto o de la voluntad, menos la vida».